# Црква Светог Илије у Некодиму
Црква Светог Илије се налазила у Некодиму, на територији општине Урошевац, на Косову и Метохији. Припада је Епархији рашко-призренске Српске православне цркве.

## Историја
Црква посвећена Светом пророку Илији, налази се на два километра југоисточно од Урошевца. Подигнута је на темељима старијег храма, обновљена је и проширена 1921. године и 1975. године. У садашењем облику црква је из 1993. године.
Током 1999. године цркву су опљачкали и оштетили Албанци и поред присуства снага америчког КФОР-а.
Црква је страдала и током мартовског погрома 2004. године.
Током 2021. године расељени Срби из Некодима, Варош Села и Грлице поставили су нове прозоре и врата на цркви и очиштили православно гробље које се налази у непосредној близини цркве, а које је такође претрпело скрнављење. Након ових радова црква се опет нашла на мети нападача и 2022. године поломљена су нова стакла постављена на цркви. Урошевачки парох Трајко Влајковић је 2023. године пријавио да су на цркви опет извршени напади и да је црква претрпела оштећења.
Литургијом и резањем славских колача расељени Срби су се окупили у цркви и обележили Илиндан 2024. године.